# Liste der Naturdenkmale in Elsnig
Die Liste der Naturdenkmale in Elsnig nennt die Naturdenkmale in Elsnig im sächsischen Landkreis Nordsachsen.

## Definition
„Gesetz über Naturschutz und Landschaftspflege (BNatSchG), § 28 Naturdenkmäler:
 Naturdenkmäler sind rechtsverbindlich festgesetzte Einzelschöpfungen der Natur oder entsprechende Flächen bis zu fünf Hektar, deren besonderer Schutz erforderlich ist
1. aus wissenschaftlichen, naturgeschichtlichen oder landeskundlichen Gründen oder
2. wegen ihrer Seltenheit, Eigenart oder Schönheit.“

„SächsNatSchG, § 18 Naturdenkmäler (zu § 28 BNatSchG):
1. Die Erklärung nach § 22 Abs. 1 BNatSchG von Teilen von Natur und Landschaft als Naturdenkmal erfolgt durch Rechtsverordnung oder Einzelanordnung.
2. Über § 28 Abs. 1 BNatSchG hinaus können Naturdenkmäler zur Sicherung von Lebensgemeinschaften oder Lebensstätten von im Bestand gefährdeten oder streng geschützten Arten festgesetzt werden.“

## Liste
Link zu einem Kartenansichtstool, um Koordinaten zu setzen.
| Bild                          | Bezeichnung                              | Lage                                         | Beschreibung | Datum | Nummer   |
| ----------------------------- | ---------------------------------------- | -------------------------------------------- | ------------ | ----- | -------- |
| BW                            | Zippels Teiche (Alte Lehmgrube)          | Drebligar (51° 37′ 57,7″ N, 12° 53′ 55,9″ O) |              |       | tdo: 325 |
| mehr Fotos \| Fotos hochladen | Döbernsche Grube (Südost - kleine Grube) | Elsnig (51° 35′ 35,3″ N, 12° 59′ 48,6″ O)    |              |       | tdo: 327 |
| mehr Fotos \| Fotos hochladen | Lerchenspornhohlweg                      | Elsnig (51° 36′ 52,9″ N, 12° 56′ 32,6″ O)    |              |       | tdo: 328 |
| mehr Fotos \| Fotos hochladen | Heiliger Winkel Neiden                   | Neiden (51° 35′ 11,3″ N, 12° 57′ 20,2″ O)    |              |       | tdo: 329 |